# Can Janet i Can Patel
Can Janet i Can Patel és una masia del municipi de Vilanova de Sau (Osona) inclosa en l'Inventari del Patrimoni Arquitectònic Català. La masia està molt reformada el que impedeix que s'observi la construcció originària, inicialment composta per dues cases conegudes amb el noms de l'Estebanell de Dalt i l'Estebanell d'Abaix.

## Descripció
Masia molt reformada, quan antigament havia constituït en dues cases. Una de planta rectangular, coberta a dues vessants amb el carener perpendicular a la façana situada a migdia. Presenta un portal rectangular amb llinda de fusta que emmarca també una finestreta. Al primer pis hi ha un altre portal i una finestreta a sota. A ponent s'hi obre un gran porxo i a llevant un balcó. A la part nord s'hi adossa una altra casa de planta quadrada, coberta a dues vessants amb el carener perpendicular a la façana nord: per on s'accedeix directament al primer pis. Aquest presenta un portal rectangular amb llinda de fusta i finestra. A ponent hi ha tres contraforts i a llevant una finestra. És construïda amb granit vermell unit amb morter de calç.

## Història
Mas situat dins de la demarcació de l'antiga parròquia de Vilanova de Sau, dins el terme civil de Sau. Als fogatges d'aquesta parròquia s'observa un creixement notable, accentuat al llarg dels segles xviii i xix, de manera que si al segle xvi comptava només amb dos masos cap al segle xix tenia al redós de 101; alguns d'aquells masos han desaparegut, però, Can Janet i Can Patel, units, encara, perduren.
Inicialment foren conegudes amb el nom dels seus primers propietària, els Estebanell, que hi vivien al segle xviii. Joan i Josep Estebanell, amb els noms d'Estebanell de Dalt i Estebanell d'Abaix. També foren conegudes com a Can Janet i Can Patel
Apareixen documentades al Nomenclàtor de la Província de Barcelona de 1860 diu: Can Janet de baix. Masia (casa de labor) a 2 km de distància de la capital de l'ajuntament, 1 edifici habitada constantment de 2 plantes. Total un edifici. Can Janet de dalt. Masia (casa de labor) a 2 km de distància de la capital de l'ajuntament, 1 edifici habitat constantment de 2 plantes. Total 1 edifici.
Apareix documentat en el nomenclàtor d'Espanya del 1892 com a "Masia casa de labranza".